# Lusaka
Lusaka est la capitale et la plus grande ville de la Zambie. Sa population est estimée à 1 742 979 habitants (recensement de 2010). Les deux principales langues qui y sont parlées sont l'anglais et le nyanja. Elle tient lieu de centre de commerce ainsi que de siège du gouvernement zambien.

## Géographie
Elle est située au sud du plateau central du pays, à une altitude de 1 300 mètres, au croisement des quatre axes routiers principaux de Zambie allant vers le nord, le sud, l'est et l'ouest.

## Histoire
Lusaka était le site d'un village nommé d'après son chef local Lusaka, qui était situé sur la colline de Manda, près de l'endroit où l'Assemblée nationale zambienne se trouve aujourd'hui. Dans la langue nyanja, Manda veut dire cimetière. Le site est étendu par les colons européens (principalement les Britanniques) en 1905 avec la construction du chemin de fer. 
En 1935, en raison de sa position centrale et de sa situation sur le chemin de fer et au carrefour de la Grande route du Nord et de la Grande route de l'Est, la ville est choisie pour remplacer Livingstone comme capitale de la colonie britannique de la Rhodésie du Nord. 
Après la fusion du nord avec la Rhodésie du Sud et le Nyassaland, en 1953, elle est le centre du mouvement indépendantiste que conduit une partie de l'élite locale et qui a pour conséquence la création de la République de Zambie. En 1964, Lusaka devient la capitale de la nouvelle Zambie indépendante.
Ces dernières années, Lusaka est devenue un lieu d'installation urbain privilégié des Zambiens comme des touristes. Sa position centrale et la croissance rapide de son parc d'infrastructures ont soutenu la confiance des investisseurs, et de nombreux Zambiens sont en train de voir les signes du développement dans les domaines de l'emploi, l'habitat, etc. La ville est aussi le lieu d'implantation de nombreux étrangers, beaucoup d'entre eux travaillant dans des organisations non gouvernementales ainsi que dans des ambassades, des organismes religieux ou dans les affaires.

## Morphologie urbaine

### Centre-ville

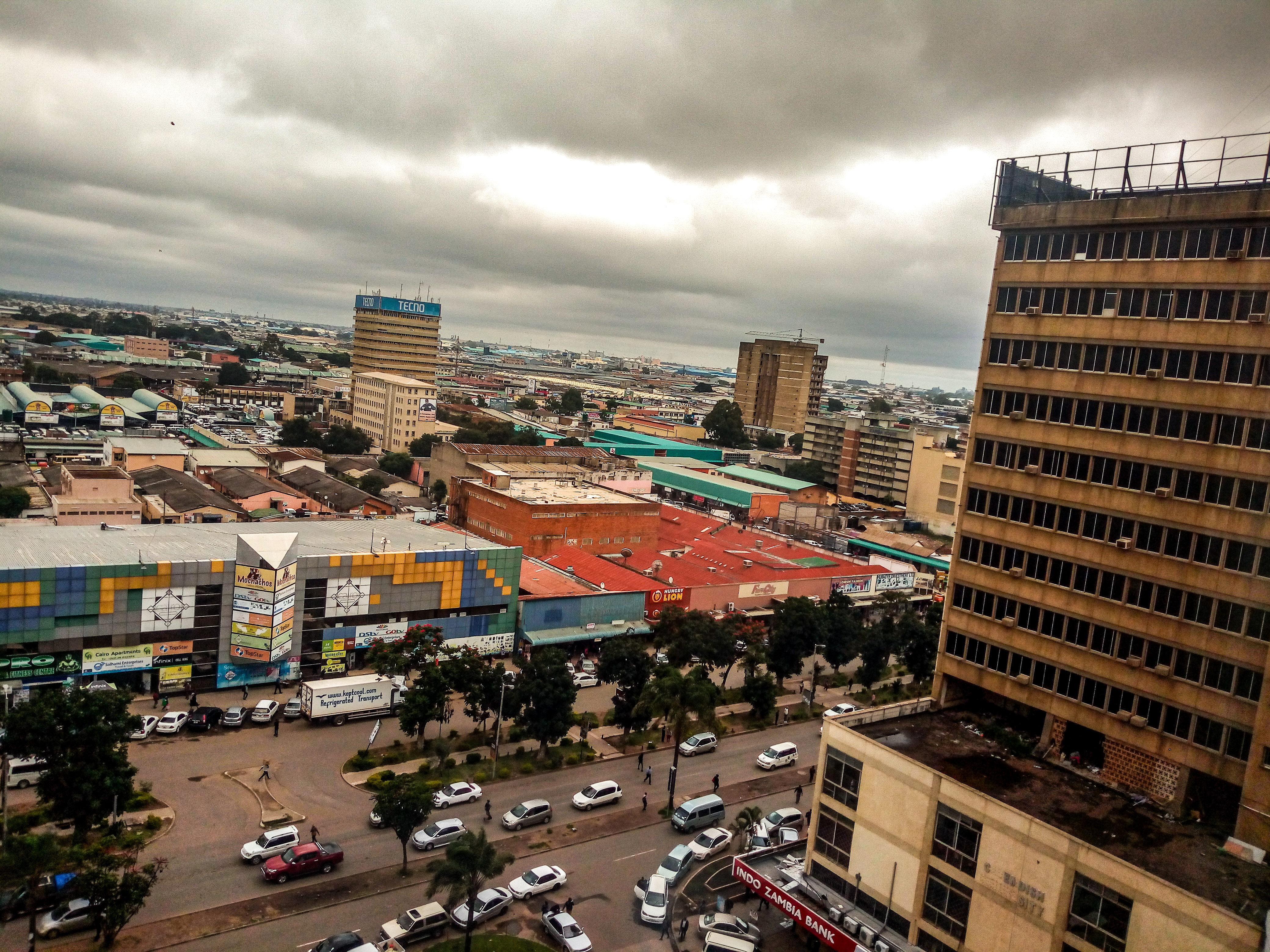
Route du Caire.

Le centre-ville compte quelques-uns des plus grands immeubles de Zambie, tel le gratte-ciel Findeco House à l'ouest de la Route du Caire. Autour de cette zone se trouvent le nouveau marché de la ville, et le marché de Kamwala, un grand centre commerçant, ainsi que le musée de la communauté Zintu. Cette aire est le lieu privilégié du commerce, en particulier la rue de la route du Caire. Plus à l'est se trouve la zone gouvernementale, où sont installés les différents ministères comme le palais présidentiel, sur l'avenue de l'indépendance, ainsi que les différentes ambassades.

### Banlieue
La banlieue autour de Lusaka inclut les quartiers chics de Sunningdale, Kabulonga, Woodlands, Jesmondine, Northmead, Olympia Park, Roma, Kalundu, Chelston, Avondale, Rhodes Park, Prospect Hill, Longacres, Fairview, Thorn Park, Twinpalm et Villa Elizabetha. Les autres aires résidentielles sont Kabwata (un quartier populaire, où se trouve le centre culturel de Kabawata), Madras, Matero, Mtendendere, Chaisa, Chawama, Kalingalinga, Chipata Compound, Garden Compound, Bauleni, Helen Kaunda et Kaunda Square; certains de ces quartiers peuvent être désignés comme bidonvilles.

## Climat
| Mois                              | jan. | fév.   | mars | avril | mai | juin | jui. | août | sep. | oct. | nov. | déc. | année    |
| --------------------------------- | ---- | ------ | ---- | ----- | --- | ---- | ---- | ---- | ---- | ---- | ---- | ---- | -------- |
| Température minimale moyenne (°C) | 17   | 17     | 17   | 15    | 12  | 10   | 9    | 12   | 15   | 18   | 18   | 17   | 15       |
| Température maximale moyenne (°C) | 26   | 26     | 26   | 26    | 25  | 23   | 23   | 25   | 29   | 31   | 29   | 27   | 26       |
| Record de froid (°C)              | 14   | 13     | 13   | 10    | 8   | 4    | 4    | 6    | 8    | 12   | 13   | 14   | 4        |
| Record de chaleur (°C)            | 31   | 31     | 31   | 30    | 29  | 28   | 28   | 31   | 35   | 38   | 37   | 34   | 38       |
| Ensoleillement (h)                | 155  | 141,25 | 217  | 270   | 279 | 270  | 279  | 310  | 270  | 279  | 210  | 186  | 2 866,25 |
| Précipitations (mm)               | 231  | 191    | 142  | 18    | 3   | 0    | 0    | 0    | 0    | 10   | 91   | 150  | 836      |
| Humidité relative (%)             | 77,5 | 77,5   | 69,5 | 59    | 48  | 44   | 41   | 36   | 30   | 31   | 51,5 | 68,5 | 52,8     |

Lusaka jouit d'un climat tropical. La saison sèche s'étale d'avril à octobre, tandis que la saison des pluies, assez marquée, se déroule de novembre à mars. De plus, la ville étant située sur un plateau à quelque 1 300 mètres d'altitude, l'écart de température entre le jour et la nuit peut parfois y être important.

## Démographie
Depuis 1950, l'évolution démographique de Lusaka a été :
| 1950   | 1960   | 1970    | 1980    | 1990    |
| ------ | ------ | ------- | ------- | ------- |
| 31 169 | 90 942 | 277 523 | 532 878 | 757 433 |

| 2000      | 2010      | 2020      | - | - |
| --------- | --------- | --------- | - | - |
| 1 073 299 | 1 722 879 | 2 774 133 | - | - |

| Histogramme de l'évolution démographique de Lusaka |           |
| \| 1950 \| 31 169 \| \| 1960 \| 90 942 \| \| 1970 \| 277 523 \| \| 1980 \| 532 878 \| \| 1990 \| 757 433 \| \| 2000 \| 1 073 299 \| \| 2010 \| 1 722 879 \| \| 2020 \| 2 774 133 \| |           |
| 1950 | 31 169    |
| 1960 | 90 942    |
| 1970 | 277 523   |
| 1980 | 532 878   |
| 1990 | 757 433   |
| 2000 | 1 073 299 |
| 2010 | 1 722 879 |
| 2020 | 2 774 133 |

## Administration
En tant que capitale du pays, Lusaka est le siège des branches législative, exécutive et judiciaire de Zambie, par la présence de l'Assemblée Nationale, du palais présidentiel et de la Cour Suprême. Le Parlement est situé dans le complexe du Parlement, qui se caractérise par son gratte-ciel de quinze étages recouvert de cuivre. La ville est de plus la capitale de la province de Lusaka, la plus petite et la seconde plus peuplée des neuf provinces. Elle forme un district administratif dirigé par le conseil de la ville de Lusaka. En 2007, le maire est Stephen Chilatu (FP).

## Éducation
Lusaka abrite parmi les plus prestigieux établissements du pays, tel que l'école internationale de Lusaka, l'institution Baobab ou l'école américaine de Lusaka. 
L'université de Zambie, la plus grande du pays, a été fondée en 1966. La France est de plus présente dans le domaine éducatif par la présence de l'école française de Lusaka, fondée en 1980.

## Lieux de culte

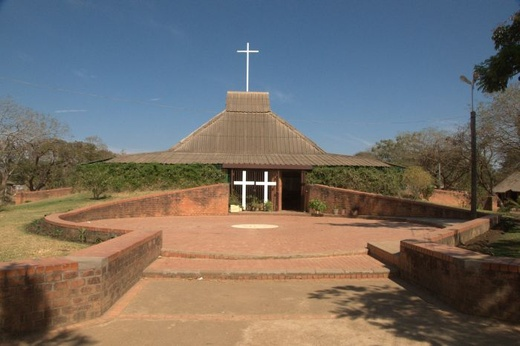
Église chrétienne située à Lusaka, illustrant la diversité des lieux de culte présents dans la capitale zambienne.

Parmi les lieux de culte, il y a principalement des églises et des temples chrétiens : Archidiocèse de Lusaka (Église catholique), United Church in Zambia (Communion mondiale d'Églises réformées), Reformed Church in Zambia (Communion mondiale d'Églises réformées), Baptist Union of Zambia (Alliance baptiste mondiale), Assemblées de Dieu .  Il y a aussi des mosquées musulmanes.

## Personnalités liées à la ville
- Esther Phiri (1987-), boxeuse zambienne championne du monde,
- George Gregan (1973-), international de rugby à XV australien
- Winstone Zulu(1964-2011),  militant zambien contre le VIH et la tuberculose

## Culture
La ville a divers musées dont le Musée national de Lusaka et le Musée de la communauté Zintu.

## Transports

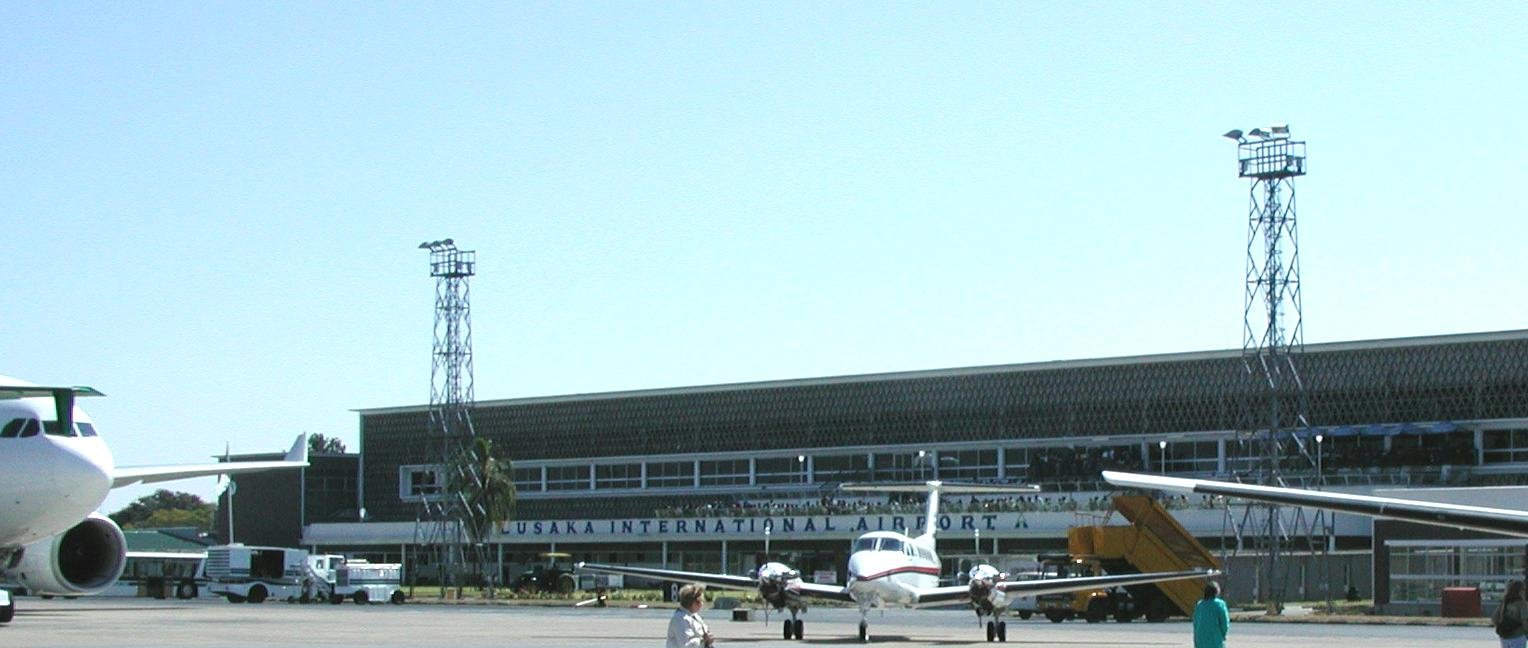
Aéroport International de Lusaka

Deux routes transafricaines traversent Lusaka:
- Transafricaine 4, Le Caire - Le Cap
- Transafricaine 9 (en), Beira - Lobito

La ville est reliée par le transport aérien avec l'aéroport international de Lusaka.

## Jumelages
La ville de Lusaka est jumelée avec :
| Ville | Ville       | Pays | Pays        | Période                   |
| ----- | ----------- | ---- | ----------- | ------------------------- |
|       | Białystok,  |      | Pologne     | depuis le 25 janvier 2014 |
|       | Douchanbé   |      | Tadjikistan | depuis 1966               |
|       | Ijevsk      |      | Russie      | depuis le 12 juin 1999    |
|       | Kigali      |      | Rwanda      |                           |
|       | Los Angeles |      | États-Unis  | depuis 1968               |